# كريستينا هورياتوبولوس
كريستينا هورياتوبولوس (بالإنجليزية: Christina Horiatopoulos)‏ مواليد 19 نوفمبر 1983 في سيدني، هي لاعبة كرة مضرب أسترالية سابقة وكانت تلعب باليد اليمنى، اعتزلت اللعب في 2008. أعلى تصنيف لها في الفردي كان المركز الـ 325 في سنة 2003. أعلى تصنيف لها في الزوجي كان المركز الـ 126 في سنة 2007.

## روابط خارجية
- كريستينا هورياتوبولوس على موقع رابطة محترفات التنس (الإنجليزية)
- كريستينا هورياتوبولوس على موقع الاتحاد الدولي لكرة المضرب (الإنجليزية)